# Wolfgang Moser
Wolfgang Moser (Laconia, 3 de diciembre de 1974) es un deportista estadounidense que compitió en remo.
Ganó dos medallas en el Campeonato Mundial de Remo, en los años 2002 y 2003. Participó en dos Juegos Olímpicos de Verano, ocupando el quinto lugar en Sídney 2000 y el décimo en Atenas 2004, en la prueba de cuatro sin timonel.

## Palmarés internacional
| Campeonato Mundial | Campeonato Mundial | Campeonato Mundial | Campeonato Mundial |
| Año                | Lugar              | Medalla            | Prueba             |
| ------------------ | ------------------ | ------------------ | ------------------ |
| 2002               | Sevilla (España)   | Medalla de bronce  | Ocho con timonel   |
| 2003               | Milán (Italia)     | Medalla de plata   | Ocho con timonel   |